# Wilton Persons
Wilton Burton „Jerry“ Persons (* 19. Januar 1896 in Montgomery, Alabama; † 5. September 1977 in Arlington County, Virginia) war ein US-amerikanischer Generalmajor der US Army und Stabschef des Weißen Hauses.

## Biografie
Nach dem Schulbesuch studierte er Elektroingenieurwesen am Alabama Polytechnic Institute und erwarb dort 1916 einen Bachelor of Science (B.S. Electrical Engineering). Im Anschluss trat er 1917 in die US Army ein und stieg dort während seiner bis 1949 dauernden Dienstzeit zum Generalmajor auf. 1951 wurde er in den Militärdienst zurückberufen und war bis 1952 Sonderassistent von General Dwight D. Eisenhower während dessen Tätigkeit als Supreme Allied Commander Europe.
1952 gehörte er zum Wahlkampfteam von Eisenhower während dessen Wahlkampfes für die Präsidentschaftswahl in den Vereinigten Staaten 1952. Nach der Wahl Eisenhowers zum US-Präsidenten wurde er zunächst dessen Stellvertretender Assistent und zuletzt dessen Assistent, wobei er sich insbesondere mit der Beziehung des Präsidenten zum Kongress der Vereinigten Staaten befasste.
Am 7. Oktober 1958 wurde er schließlich als Stabschef des Weißen Hauses (White House Chief of Staff) auch Mitglied im erweiterten Kabinett Eisenhowers und behielt dieses Amt bis zum Ende von Eisenhowers Präsidentschaft am 20. Januar 1961.
Persons Sohn, Wilton B. Persons, Jr., war ebenfalls Generalmajor und unter anderem zwischen 1975 und 1979 Judge Advocate General der US Army. Sein jüngerer Bruder Gordon Persons war von 1951 bis 1955 demokratischer Gouverneur von Alabama.